# Vicente Espinel
Vicente Espinel   (Ronda, 28 de desembre de 1550 - Madrid, 4 de febrer de 1624) fou un poeta, novel·lista i músic andalús.

## Biografia
Foren els seus pares Francisco Gómez i Juana Martín i va rebre les primeres instruccions a Ronda, on va tenir com a mestre al batxiller Juan Cansino, el qual li ensenyà quelcom de llatí i una mica de música, amb aquest bagatge passà a Salamanca a continuar els seus estudis en la famosa Universitat. Va romandre allà de 1570 fins 1572, inscrit en la Facultat d'Arts, segons testimoni dels llibres de matricula de la Universitat. A causa dels disturbis ocasionats pels estudiants amb motiu de l'empresonament de Fra Luis de León les autoritats tancaren la Universitat i Espinel emprengué el retorn a la seva ciutat natal (1572), el viatge de retorn durà diversos mesos, ja que s'aturà a Madrid, a Toledo i en altres llocs, ajudant-se en el sosteniment mercès al seus talents musicals.

Al poc temps del retorn a la seva llar paterna, uns parents que gaudien d'una bona posició econòmica es resolgueren a fundar una capellania, nomenant per desenvolupar-la el seu nebot Vicente, 
| « | <<porque es mancebo virtuoso, de buenos pedres i comfiamos en su persona i virtud que le servirà muy bien>> | » |

, segons diu l'escriptura de fundació. En reprendre les classes a Salamanca, Espinel tornà a aquella ciutat, on hi passà dos anys més i tingué una plaça entre els verds de "San Pelayo", la qual se suposa que devia esser de condició més humil que la beca; malgrat tot, si s'ha de creure a Lope de Vega en el Papel sobre la nueva poesia, d'aquella època data de l'amistat d'Espinel amb el marquès de Tarifa, amb els Argensolas, Góngora i altres il·lustracions del segle. No se sap si aquesta amistat fou deguda a que aquells el consideressin com un igual o bé la seva habilitat en la música i la poesia, considerada com única per Lope de Vega.

## Espinel militar
El 1574 el veiem formant par com alferes de la poderosa esquadra reunida en el port de Santander comandada per Pedro Menéndez de Avilés, esquadra que, com se sap, no arribà a sortir per haver-se desenvolupat la pesta que quasi destruí la seva tripulació. Espinel s'escapolí amb tan sols unes febres i visità a diversos dels seus poderosos amics, entrant després al servei del comte de Lemos, al costat del qual va romandre quatre anys. Després marxà Sevilla, on portà una conducta crapulosa i 
| « | <<arrossegà la seva musa pel llot de l'obscenitat i del sarcasme.>> | » |

Així i tot, va contraure bones amistats en la capital bètica, ja que si li mancà la d'un dels seus protectors, el marquès d'Algaba, va conèixer al marquès de Denia, que va saber treure'l d'aquella vida. Fou llavors quan embarcà amb el duc Medina-Sidonia, Alonso Pérez de Guzmán, nomenat governador de Milà, arribant a Gènova a finals de 1578, després de mil peripècies que s'expliquen minuciosament al Marcos de Obregón. D'allà passà a Flandes, on trobà a Fernando de Toledo i d'altres pròcers, tots els quals el distingiren amb la seva amistat, tornant després a Itàlia.
Encara que Espinel es queixa que en els tres anys que va residir allà gaudí de poca salut i no feu cosa literària d'importància <<pel poc que entre soldats s'executen els actes d'enginy>>, quasi totes les composicions que escollí després per col·leccionar-les, havien estat escrites a Itàlia. I no tan sols això, sinó que allà perfeccionà els seus coneixements literaris i musicals, ensems que lluitava contra la misèria, que hauria d'acompanyar-lo fins a la tomba. Cansat de la vida militar, decidí retornar a Espanya, visitant abans ciutats d'Itàlia i desenbarcant després a Barcelona. De la ciutat comtal passà a Madrid, on se'l troba el 1584, i de la cort tornà a Andalusia, decidit a posar ordre als seus assumptes, tant els temporals com els espirituals.

## Acaba els estudis
Entre Ronda i Màlaga acabà els seus estudis teològics fins a rebre les sagrades ordes, aconseguint el 1587 un mig benefici a Ronda. El 1589, probablement passà a Granada amb l'ànim de prendre el grau de batxiller en arts, que des de llavors va junt al seu nom en alguns documents públics; el 1591 aconseguí la capellania de l'hospital de Santa Barbara, de Ronda, però Espinel, veient que l'ambient li era hostil en aquella ciutat, nomenà un substitut i fixà la seva residència a Madrid. Això fou motiu per que comencés una verdadera guerra contra el ja gloriós escriptor, i el 59 la ciutat elevà un memorial al rei en el qual demanava que aquell renunciés al seu càrrec o bé anés a prendre'n possessió. Per espai d'un any Espinel va poder eludir aquell viatge, però en la primavera de 1595 es traslladà a la seva ciutat nadiua.

Sia que la seva vida no fos precisament exemplar, el que no està provat, sia una venjança dels seus enemics, el cert és que el 1596 se li va treure el seu mig benefici i es redactà una informació en la qual es pintaven les seves desarreglades costums, acusant-lo, entre altres coses de què 
| « | <amb la renda de l'hospital ho passa molt bé, sense que s'ocupi de qualsevol cosa del servei de Vostra Majestat>> | » |

Aquesta queixa no va donar cap resultat, i se'n feu una altra en la qual s'apilaven càrrecs encara més forts contra Espinel, però tampoc degué ser molt sever el càstig, per quan tot es reduí al nomenament d'un substitut, continuant l'autor de Marcos de Obregón com a propietari del càrrec fins a la seva mort. A principis de 1599 tornà a la cort i poc temps després ja havia trobat una feina més d'acord amb les seves aptituds, o sia de capellà i mestre de capella de la dita Capilla del obispo de Plasencia, amb un sou de 42.000 maravedisos l'any. Per aquella època la Universitat d'Alcalá de Henares li havia concedit el títol de mestre en arts i és aquell el període més brillant de la seva vida.
A cobert de la necessitat, honorat i respectat pels majors enginys, Cervantes li deia amic, Lope de Vega mestre, i amb prou feines hi havia solemnitat literària en la qual no fos requerida la seva presencia. a ell acudien a demanar-li consell i aprovació els autors dels llibres que es publicaven: Rodrigo Caro, Gabriel López Maldonado, Mateo Alemán, Antonio de Saavedra Guzmán, Lope de Vega, Gonzalo de Céspedes y Meneses, per no citar només que als consagrats. Els últims temps de la seva vida es veieren amargats per les xacres, als que no va poder resistir, morint envoltat d'estimats amics, deixant hereu al seu nebot Espinel i Adorno. No és cert, com afirmen alguns biògrafs, que Espinel morís en la major misèria, ja que consta per documents fidedignes que els seus emoluments de la capella del bisbe de Plasència eren més que suficients per atendre les seves necessitats.

## Personalitat d'Espinel
La personalitat d'Espinel és una de les més interessants del segle d'or espanyol. A part del Marcos de Obregón, que és considerat com una obra mestra en el seu gènere, la literatura i les arts deuen a Espinel altres productes del seu enginy. Inventà la décima o Espinela, combinació de tal flexibilitat d'estructura, que aviat fou acceptada per tots els poetes. Se li ha volgut discutir aquesta glòria a Espinel, afirmant que altres havien emprat la dècima abans que ell, però això no és exacte; el que ocorria és que anteriorment es componien aquestes estrofes amb dues quintetes, però sense lligam entre si. La major part de les seves poesies foren reunides i publicades per primera vegada amb el títol de Rimas. Entre elles, com en el Marcos de Obregón, hi ha freqüents a la seva vida, als seus amics i enemics. Són notables en aquest concepte la Canción á mi patria, lEpistola al bisbe de Màlaga, Pacheco de Cordova, en la que arremet amb sanya contra els envejosos, i les Epistoles al duc d'Alba, al majordom d'aquest i al marquès de Peñafiel. Al final d'ella hi va una traducció de l'Epistola á los Pisones, la primera que existeix en castellà. Alonso de Ercilla, al que s'havia sotmès com a censor els originals de las Rimas, declarà que eren els millors versos lírics que ell havia vist. Per a ells i per Marcos de Obregón figura en el Catálogo de Autoridades de la Lengua de l'Acadèmia. Ronda, que potser es va comportar de manera ingrata amb el més il·lustre dels seus fills, va honrar la seva memòria dedicant-li un monument que s'inaugurà el 23 d'abril de 1876.

## Espinel músic
Va rebre les primeres lliçons de música del batxiller Juan Cansino; quan cursava arts a Salamanca, cobria les seves penúries estudiantils amb certes lliçons de cant que donava. La seva habilitat per la música i el cant, que Lope de vega qualificà moltes vegades d'única, fou gran part en comerciejar-li l'amistat amb molts granejats cavallers que coincidiren amb Espinel en la seva segona estada a Salamanca, i tanmateix li obri les portes de la casa d'Agustín de Torres, on es reunien els més famosos músics de Salamanca, com Matute, Lara, Julio Castilla i altres. Captiu a Alger, en ser apressat, temps després, el galió de l'àrab el seu amo, per les galeres genoveses de Doria, un dels músics de l'armada cristiana, Francisco de la Peña, el reconeix i denuncia com a autor de la lletra i de la sonata d'unes octaves que es cantaven a bord. De tornada a Milà després de les jornades de guerra en què seguí l'exèrcit d'Alexandre Farnesio (Alexandre I de Parma), en aquella ciutat concorria a la casa d'Antonio Londoño, 
| « | <<donde tañian vihuelas de arco con gran destreza, tecla, harpa, vihuela de mano por excelentisimos varones en toda classe de instrumentos>>. | » |

Allà Perfeccionà Espinel les seves facultats musicals, llaurant amb elles el sosteniment que més tard li hauria d'esser base de la vida. Durant les dues prolongades estances que feu a Madrid, entre els forts litigis que la seva capellania de l'hospital de Ronda promogué i les dures acusacions de la ciutat, si bé perdé capellania i benefici, assolí gran fama de músic, amén del que ja gaudia com a poeta. La posteritat, concedint més valor al poeta i novel·lista, ha considerat les facultats i coneixements musicals i la invenció de la quinta corda de la guitarra, com a perfecció ornamental del seu enginy, però de fet en la seva vida li donà més la professió de músic, que li atorgà el seu nom literari. Lope de Vega no parla una vegada d'Espinel que no celebri ensems al poeta i al músic, de qui dona fe que té <<fama, nom i vida de músic docte>>, afirmant que el temps no oblidarà mai en els instruments d'art i dolcesa (El Caballero de Illescas, dedicatòria), i per elogiar a Na Marta Navares, diu que <<a su divina voz é incomparable destreza el padre de la música, Vicente Espinel, se suspenderia atonito>> (La viuda valenciana, dedicatòria).
Els professionals li enviaven els seus llibres a la censura, com ho va fer Juan Esquivel amb els seus tres cossos de música, i es pot veure en altres molts llibres didàctics o pràctics de l'època. La invenció principal d'Espinel fou afegir a les quatre cordes que fins llavors tenia la guitarra, una cinquena, que fou la primera mi. El primer efecte de la invenció fou, segons Lope de Vega (Dorotea, acte I, escena 8.ª), anar-se oblidant els instruments nobles o violes. Nicolás Doizi de Velasco, portuguès, músic de Felip IV i del cardenal infant Ferran, en un llibre que trobant-se a Nàpols al servei del virrei duc de Medina de las Torres, publicà el 1630, Nuevo modo de cifra para tañer la guitarra, diu que des que Espinel, al que va conèixer a Madrid, li augmentà la corda cinquena, a aquesta guitarra se l'anomena espanyola; i a Espinel i la seva invenció invoca Gaspar Sanz en la seva Instrucción de música sobre la guitarra española (Saragossa, 1674) per a derivar la perfecció que li concedeix. De tanta importància i reveladora d'enginy pròpiament artístic és la invenció d'un nou gènere de composicions de saló, que el doctor Cristóbal Suárez de Figueroa, en la seva Plaza universal de todas las ciencias (en Madrid, per Ruiz Sánchez, 1615) registra amb el nom de Sonadas y cantar de sala, equivalents a les romances de saló de primers de segle xx, si és que en les sonades no es volen entendre peces purament instrumentals, que bé podrien ser precursores de la sonata clàssica.
Sia una sola cosa o dues inventades per Espinel, el cert és que creà un nou gènere de composicions, el que acredita un estre genial. Les apreciacions critiques que intercala a El Escudero Marcos de Obregón, com les octaves del seu poema La casa de la memoria, on passa revista laudatòria als més famosos músics espanyols, són document autoritzat per a la història musical d'Espanya.